# アフリカ人
アフリカ人（アフリカじん、英語: African (people)）は、アフリカの住民の総称である。

## 人口
国連経済社会局 (UNDESA) による、地域別の人口（2010年推定）。地域分けは図参照。
| 地域         | 人口             |
| ------------ | ---------------- |
| 西アフリカ   | 03億2404万4321人 |
| 中部アフリカ | 01億2668万9015人 |
| 北アフリカ   | 02億0945万9184人 |
| 南部アフリカ | 00億5778万0425人 |
| 東アフリカ   | 03億0426万1455人 |
| サブサハラ計 | 08億5632万7157人 |
| アフリカ計   | 10億2223万4400人 |

## 各地のアフリカ人

アフリカの諸言語
アフロアジア語族
ナイル・サハラ語族
ニジェール・コンゴ語族
ニジェール・コンゴ語族バントゥー語派
コイサン語族
アウストロネシア語族
インド・ヨーロッパ語族（文字のみ）

### 古くからのアフリカ人

#### 北アフリカ
北アフリカには、コーカソイドの地中海人種が住む。最大民族のアラブ人のほか、ベルベル人などの少数民族が属す。
人種的には地中海対岸の南ヨーロッパ人や地中海東岸の西アジア人に近い。サブサハラのネグロイドとの間には、生物学的特長が連続的に遷移するクラインをなす。
言語は主にアフロ・アジア語族の諸言語を話す。

#### サブサハラ
サブサハラ（サハラ砂漠以南のアフリカ）の大半にはネグロイドが住む。肌の色から黒人と呼ばれ、このことからこの地域をブラックアフリカと呼ぶ。
言語は主にニジェール・コンゴ語族、若干がナイル・サハラ語族やアフロ・アジア語族の諸言語を話す。

#### 南西アフリカ
南西部のナミビア・ボツワナなどに、少数民族としてコイサン人が住む。かつてはもっと広範囲に居住したが、紀元前から2世紀ごろまで続いた、ネグロイドに属すバントゥー人の南部アフリカ進出 (Bantu expansion) に伴い、この地域に少数民族として残された。
人種的には、独自の人種カポイドをなすという説や、ネグロイドに属すとする説などがある。
言語は主にコイサン語族の諸言語を話す。

### 移民の子孫

#### カナリア
スペイン領のカナリア諸島にはカナリア人が住む。主に、15世紀以降に移民したスペイン人と、若干のポルトガル人などを祖先とする。
言語はスペイン語のカナリア方言を話す。

#### マダガスカル
マダガスカルには、5世紀ごろにインドネシアから移民した、モンゴロイドのアウストロネシア系諸民族が住む。
言語はアウストロネシア語族に属するマダガスカル語を話す。

#### ケープ
南アフリカ共和国のケープ地方には、少数民族として、17世紀以降のヨーロッパからの移民の子孫が住む。最大民族（それでも国全体では少数民族だが）は、オランダ人を主な祖先とするアフリカーナーである。
言語はインド・ヨーロッパ語族に属すアフリカーンスや英語を話す。

## 遺伝子

### Y染色体

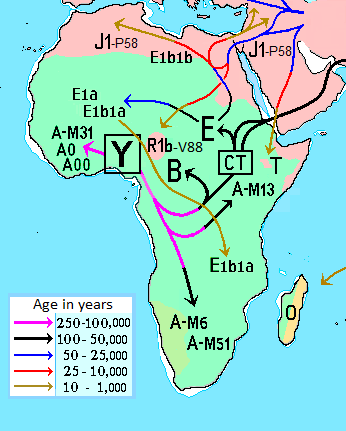
アフリカ人のY染色体ハプログループ移動経路

- コイサン諸語を話すカポイドはアフリカの最古の住民であると考えられており、最も古くに分岐したY染色体ハプログループA系統が高頻度に見られる[2][3][4]。
- ピグミー（ネグリロ）はY染色体ハプログループB系統が高頻度で見られる[2][5]。
- ニジェール・コンゴ語族系民族にはハプログループE1a1aが高頻度に見られる[2]。
- アフロ・アジア語族系民族にはハプログループE1b1bが高頻度である[6]。ただし、チャド語派を話す民族にはR1b系統が高頻度である[7][8][9]。
- ナイル・サハラ語族系民族には様々なタイプがみられる[2][10]。